# Перетворися на зброю
«Перетвори́ся на збро́ю» — другий студійний альбом українського рок-гурту Роллікс, який вийшов 12 березня 2012 року.
До альбому увійшли 12 композицій, в тому числі й хіти гурту: «Бий/Бий», «Зупини час», «Адреналін», «Зруйнувати все», «Для надто балуваних» та «Числа і літери».
Альбом був записаний з 2008 по 2012 рік.

## Список композицій
1. Бий/Бий
2. Зруйнувати все
3. Емоції
4. Для надто балуваних
5. Зупини час
6. Дай мені надію
7. Адреналін
8. Мільярдами смарагдів
9. Погане відчуття
10. Несемо (feat Паша Моржара)
11. Забійник
12. Числа і літери

## Сингли
- Зруйнувати все
- Зупини час
- Несемо
- Бий, бий/ Адреналін
- Числа і літери
- Для надто балуваних

## Відео з альбому
Впродовж запису та випуску альбому були відзняті кліпи до пісень: «Бий/Бий», «Зупини час», «Адреналін», «Зруйнувати все», «Числа та літери» і «Несемо».